# Malotřídní škola

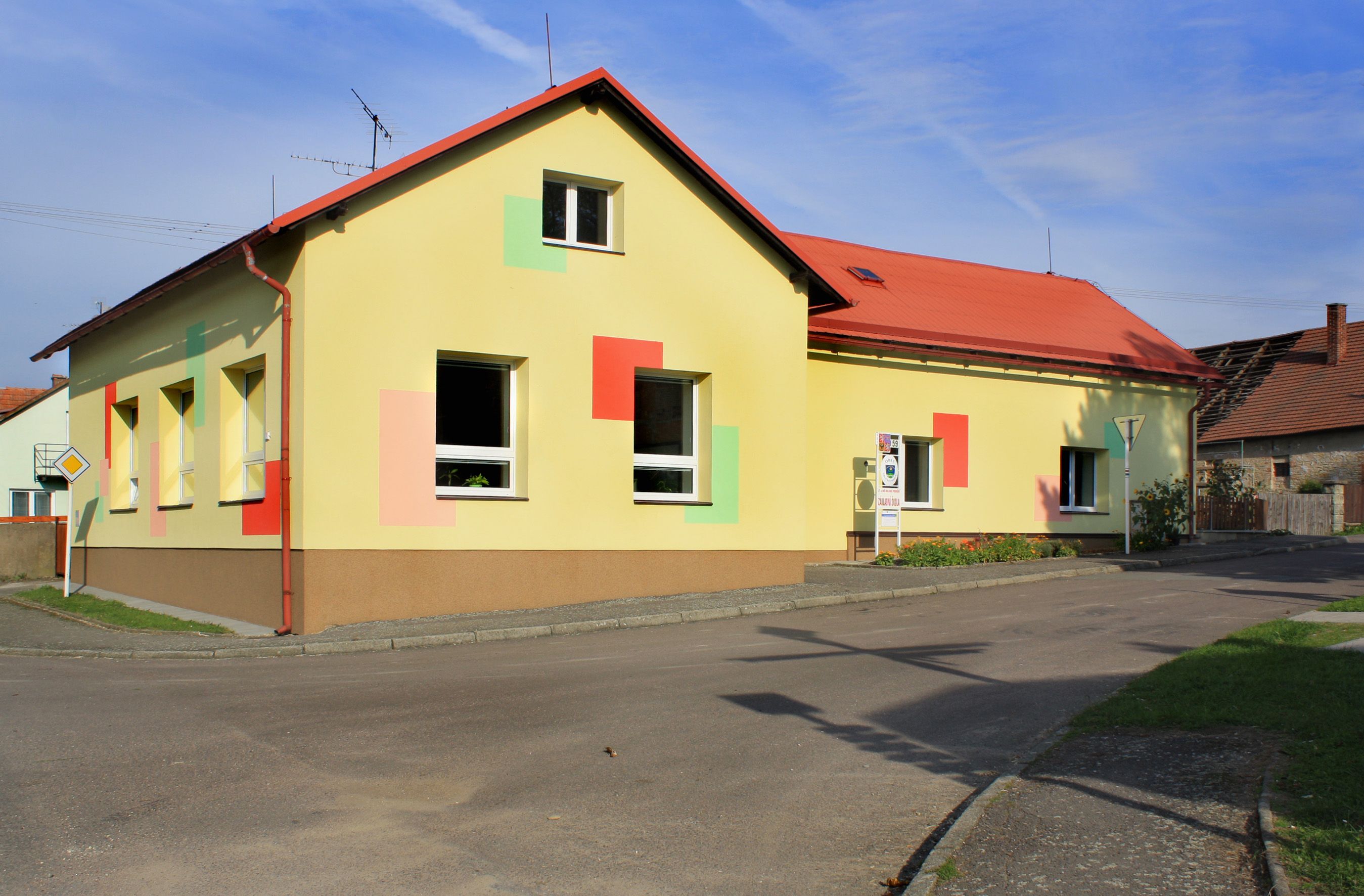
Malotřídní škola v Orlickém Podhůří

Malotřídní škola (též malotřídka, výjimečně málotřídka) je škola s jednou třídou, v níž se děti různých věkových kategorií (různých ročníků) vzdělávají společně. V prostředí českého školství se jedná především o základní školy s 1. stupněm (tzn. 1.–5. třída). Školský zákon z roku 2004 nehovoří přímo o malotřídních školách, rozlišuje pouze základní školy se všemi 9 ročníky a takové školy, kde je školních tříd méně (tj. malotřídky). V České republice tvoří malotřídky zhruba 38 % základních škol.
Zřizovatelem malotřídky může být obec, kde se škola nachází, registrovaná církev, právnická či fyzická osoba.

## Výskyt
Malotřídní školy jsou záležitostí především venkovských sídel (sídla do 2000 obyvatel), ve větších městech se vyskytují výjimečně. Je to dáno především demografickou strukturou sídla – méně obyvatel znamená méně dětí a představitelé obcí se musí rozhodnout, zda zřídí školu malotřídní či zda budou žáci dojíždět do spádových obcí. V některých obcích malotřídní školy zanikají, protože nejsou prostředky k udržení jejího chodu a peníze jsou potřeba na jiné, pro obec důležitější věci, jako např. zajištění zdravotní péče pro občany, dostavbu kanalizace apod.
V počátcích povinného školního vzdělávání měla většina škol jen jednu nebo dvě třídy, s postupující urbanizací však malotřídních škol ubývalo. Obnova zájmu a nové zakládání malotřídek souvisí jednak s jejich poměrně dobrými výsledky, jednak se stěhováním lidí na vesnice. Tento trend započal v západních evropských zemích v druhé polovině 20. století, kdy se začalo více hovořit o ohrožení životního prostředí a jeho vlivu na lidský organismus. Lidé opouštěli městská sídla, usazovali se na venkově a prosazovali rozšíření občanské vybavenosti nejen o školská zařízení.

## Podoba malotřídních škol
Na malotřídní školu můžeme nahlížet ze dvou hledisek:
1. materiálně technická oblast – tělocvična, jídelna, nábytek, učebnice, didaktické pomůcky, pracovny pedagogů apod.; základní standard musí splňovat každá škola, další výbava a zařízení školy záleží na výši financí, které má ta jednotlivá škola k dispozici, na velikosti obce i na ochotě zřizovatele či ředitele školy zajistit potřebné věci[3]
2. vnitřní organizace školy – kdo všechno se podílí na chodu školy a jak tento chod probíhá; v ČR jsou průměrně 3-4 pedagogičtí pracovníci v jedné malotřídce, přičemž se jedná nejen o učitele a vychovatele, ale i o asistenty pedagogů, logopedy a externí učitele (např. učitelé cizích jazyků na částečný úvazek)[7]

## Vyučování
Práce učitele v malotřídní škole se značně liší od vyučování v ročníkových třídách. Nemůže vyučovat "frontálně" všechny žáky najednou, ale musí je rozdělit na skupinky. Některé skupinky zaměstná samostatnou např. písemnou prací a jedné vykládá novou látku. Jeho práce je tak více individualizovaná a může se lépe přizpůsobit potřebám žáků. Další výhodou je, že malotřídka se více podobá rodině s více dětmi a mladší děti se zde často učí od starších. Proto se malotřídka podobá prostředí různých reformních a alternativních škol.

## Hodnocení žáků
Na běžných základních školách (tj. se všemi devíti ročníky) se rozlišuje dvojí hodnocení, a to slovní hodnocení a klasifikace (tzn. známky na stupnici od 1 do 5). Slovní hodnocení převažuje v 1., případně ještě ve 2. ročníku, dále se využívá klasifikace.
V případě škol malotřídních je situace podobná. Do druhého ročníku žáci dostávají vysvědčení v podobě slovního hodnocení, starší ročníky pak dostávají vysvědčení s běžnou klasifikací, která je ale doplněna o tzv. školní formulář, kde je napsáno i slovní hodnocení. V rámci výuky pak učitelé hodnotí např. ústní prezentaci, skupinovou práci apod.
V malotřídkách se můžeme setkat i se sebehodnocením žáků. To je prezentováno formou portfolia či zápisníků, které si tvoří sami žáci a kam si zaznamenávají svou práci, kterou zároveň i hodnotí. Taková forma sebehodnocení je prospěšná nejen pro děti, ale i pro rodiče a učitele, kteří tak vidí všechnu práci dětí za školní rok na jednom místě a mohou tak zaregistrovat jejich progres např. v psaní, stylistické stránce aj.
Novým způsobem hodnocení v malotřídkách je vzájemné hodnocení žáků, při němž děti hodnotí práci svých spolužáků. To probíhá ústní či psanou formou. Při tomto typu hodnocení žáci rozvíjí nejen své postoje, ale i klíčové kompetence. Pro to, aby hodnocení bylo efektivní, je potřeba si stanovit pravidla. Ty určuje buď pedagog sám, společně s dětmi nebo děti samy.